# Bracon epitriptus
Bracon epitriptus är en stekelart som beskrevs av Marshall 1885. Bracon epitriptus ingår i släktet Bracon och familjen bracksteklar. Inga underarter finns listade.